# Probopyria elliptica
Probopyria elliptica is een pissebed uit de familie Bopyridae. De wetenschappelijke naam van de soort is voor het eerst geldig gepubliceerd in 1992 door Clements Robert Markham.